# Aldo Suligoj
Aldo Suligoj, anche accreditato come Aldo Suligoy o Aldo Suligoi (...), è un attore italiano, principalmente di fotoromanzi, teatro e televisione.

## Biografia
Aldo Suligoj è ricordato soprattutto come attore di fotoromanzi. Negli anni sessanta e primi anni settanta è stato protagonista di numerosi fotoromanzi pubblicati sul settimanale Bolero Film. Poi è passato a interpretare fotoromanzi per la rivista Grand Hotel.
Oltre ai fotoromanzi ha lavorato quasi esclusivamente per il teatro e la televisione, mentre per quanto riguarda il cinema, ha recitato in appena due film: nel 1966 in Svegliati e uccidi e, a distanza di dieci anni, nel 1976 in Signore e signori, buonanotte. Essi sono rispettivamente il suo primo e ultimo film in carriera.
Per quanto riguarda le produzioni televisive, Suligoj ha preso parte a vari famosi sceneggiati. Il primo fu quello per il quale Suligoj resta maggiormente ricordato, I promessi sposi (1967), nel quale interpreta Egidio. In seguito è apparso in Le mie prigioni (1968), Processi a porte aperte: Io difendo Elvira Sharney (1968), La freccia nera (1968), Il mulino del Po (1971), Marco Visconti (1975), Camilla (1976), Paganini (1976) e Paura sul mondo (1979). Era specializzato nell'interpretare spesso la parte del gentiluomo o dell'ufficiale, sempre in ruoli marginali.
Nel 1974 è stato anche interprete in un Carosello per la SAI.

## Filmografia
- Svegliati e uccidi (1966)
- Signore e signori, buonanotte (1976)

## Televisione
- I promessi sposi (1967)
- Le mie prigioni (1968)
- Processi a porte aperte, episodio Io difendo Elvira Sharney (1968)
- La freccia nera (1968)
- Il mulino del Po (1971)
- Marco Visconti (1975)
- Camilla (1976)
- Paganini (1976)
- Il superspia, regia di Eros Macchi - miniserie TV (1977)
- Paura sul mondo (1979)